# Лопанов, Александр Михайлович
Александр Михайлович Лопанов (бел. Аляксандр Міхайлавіч Лапанаў; 2 сентября 1949, Москва — 6 января 2016, там же) — полковник КГБ СССР, сотрудник группы «А» Седьмого управления КГБ СССР (также известной как «Альфа»), первый командир группы «Альфа» КГБ Республики Беларусь.

## Биография
Родился 2 сентября 1949 года в Москве. Работал в локомотивном депо Московской железной дороги «Лихоборы». Срочную службу проходил в ОМСДОН в 1968—1970 годах. Занимался спортом, имел звание мастера спорта по лыжным гонкам, входил в сборную СССР.
После срочной службы зачислен в штат КГБ СССР. Окончил Ленинградскую специальную школу № 401 КГБ СССР, зачислен в 7-е управление. В 1974 году зачислен в группу «А» при 7-м управлении («Альфа»), вошёл в её первый состав. Одной из первых операций с его участием была операция по освобождению посла из Ганы, захваченного африканскими студентами, требовавшими повышения стипендии.
Весной 1979 года в составе оперативной группы Олега Балашова был командирован в Афганистан, участвовал в обеспечении безопасности советских военных советников в провинции Джелалабад. В декабре 1979 года участвовал в операции «Байкал-79»; в составе группы «Гром» участвовал в захвате здания Царандоя (МВД ДРА) во время штурма дворца Амина. В группе В. И. Шергина обеспечивал с декабря 1979 по июль 1980 года личную безопасность руководителей ДРА и НДПА. Автор очерка «Мятежный край», написанного в начале 2000-х годов.
В 1985 году Лопанов, командуя нештатной боевой группой, прошёл боевую стажировку в Афганистане. С 10 по 12 мая 1989 года участвовал в освобождении заложников, захваченных в Саратове бандой вооружённых рецидивистов. В 1990—1992 годах был первым командиром 11-й группы «А» в Белорусской ССР и Республике Беларусь — минской группы «Альфа», ныне одноимённого спецподразделения КГБ РБ. С группой участвовал в обеспечении безопасности подписантов Беловежских соглашений.
В 1992 году Лопанов после командировки вернулся в Москву в группу «А», доверив пост командира Юрию Бородичу. Через год вышел в отставку. Был отмечен рядом государственных наград, в том числе орденом Красной Звезды СССР и белорусским орденом «За личное мужество». В дальнейшем Александр Михайлович Лопанов был активным участником Международной ассоциации ветеранов подразделения антитеррора «Альфа».
Умер 6 января 2016 года после продолжительной болезни. Прощание состоялось в Ритуальном зале ФСБ на Пехотной улице. Похоронен на Старосходненском кладбище в Химках. Его имя присвоено соревнованиям по стрельбе, проводящимся ежегодно в Минске.